# 蔡秋鳳
蔡秋鳳（英語：Carris Tsai Qiu-feng，1967年4月21日—），臺灣雲林縣四湖鄉人，臺灣臺語女歌手。以獨特的聲線聞名於台灣台語歌壇，因早年唱的歌曲帶有黑道或社會底層生活無奈的色彩，配上獨特的聲線，有苦情歌后之稱。蔡秋鳳也是第四位踏上台北小巨蛋的台語女歌手。

## 簡介
蔡秋鳳出身漁村，從小就喜歡唱歌。因緣際會看到鳳飛飛的演出，心生嚮往，決定以歌唱為業。十三歲推出第一張唱片，後以蔡振南創作的一首講述臺灣大家樂風潮之台語歌曲《什麼樂》迅速走紅，該唱片大獲好評，熱賣百萬張，以鼻腔共鳴的獨特聲線廣受歌迷讚嘆。
不久，蔡秋鳳又推出歌曲《金包銀》，讓她紅透半邊天，成為臺語歌壇的天后，除台灣人外，甚至連新加坡、馬來西亞的閩南人都為之轟動。
不僅僅是歌曲，蔡秋鳳亦曾出演多部知名電影，如《悲情城市》、《多桑》、《戲夢人生》等。
蔡秋鳳一直都在台語樂壇上十分活躍，多年來穩定地發行唱片及音樂專輯。自1987年起，蔡秋鳳先後加入愛莉亞唱片（蔡振南自己開的唱片公司）、歌林唱片等台語流行曲類唱片公司，後又轉投滾石唱片、東聲唱片、華特唱片，繼續演唱台語及部分國語流行曲。2008年，蔡秋鳳加入豪記唱片，續發行多張暢銷專輯，包括《一切攏是空》、《問韓信》，並經常出席電視音樂節目錄影，曝光率甚高。
個性單純、不善言詞又少根筋，過往在秀場時聽不懂主持人的話術，經常鬧笑話，因此被取了「阿憨」的綽號。因為早年的歌曲唱出許多江湖中人的心聲，被封為「獄中情人」。唱片公司經常接到受刑人從獄中寄來的信，直言喜歡蔡秋鳳的歌；一次蔡秋鳳前往獄中義演，唱〈金包銀〉時甚至有受刑人在台下落淚。
因為工作的關係，蔡秋鳳曾與當年的唱片製作人蔡振南交往長達8年，後來因故分手，為此蔡秋鳳一度想不開，沈寂數年才重新回到歌壇。後透過唱片公司牽線與新加坡富商黃泯萊交往，雖然感情僅維持一年就分手，但兩人仍保持朋友關係，算是蔡秋鳳少數承認的舊情。
2014年1月，蔡秋鳳宣佈將在4月18日登上臺北小巨蛋舉辦《初衷》演唱會，由此成為江蕙、謝金燕、詹雅雯之後又一位攻蛋的台語女歌手。
2018年年底，蔡秋鳳發行《離水的魚》專輯，並在發片記者會上表示這兩年來他飽受耳鳴之苦，因此近來會減少商演活動，並延遲二度攻蛋計畫。
2019年，她憑專輯《離水的魚》首度叩關金曲獎最佳台語女歌手。

## 音樂作品

### 專輯
| 專輯名稱                       | 發行公司   | 發行日期   | 曲目 |
| ------------------------------ | ---------- | ---------- | --- |
| 《黃昏的約會》                 | 麗林唱片   | 1979年7月  | 曲目 1. 黃昏的約會 2. 花前月下 3. 堅定的愛情 4. 南都夜曲 5. 花開花謝 6. 警察仔兄 7. 姐妹情深 8. 天長地久 9. 港邊惜別 10. 月夜愁 |
| 《少女的心聲》                 | 勝聲唱片   | 1981年     | 曲目 1. 少女的心聲 2. 春夢情已斷 3. 冬天的懷念 4. 人生的方向 5. 希望再相見 6. 思念故鄉的媽媽 7. 懷念的春天 8. 初戀心綿綿 9. 難忘的人 10. 相會等何時 |
| 《為你走天涯》                 | 勝聲唱片   | 1982年     | 曲目 1. 為你走天涯 2. 人生何處不相逢 3. 藝人的心聲 4. 圓通寺之戀 5. 徘徊夜都市 6. 牛郎屋 7. 望你相照顧 8. 初戀的夜港邊 9. 少女的心願 10. 真情 11. 異鄉思情 12. 快樂的女工                                                                                               |
| 《大姊頭仔的心聲》             | 東尼機構   | 1983年6月  | 曲目 1. 大姐頭仔的心聲 2. 行船人的某 3. 我已經看真多 4. 孝女的願望 5. 追想曲 6. 我是行船人 7. 甲你做朋友 8. 聲聲無奈不應該 9. 港邊送別 10. 可憐的小姑娘 11. 我已經了解 12. 醉落林森北路                                                                                 |
| 《傷心的所在—未完成的戀夢》    | 東尼機構   | 1984年11月 | 曲目 1. 傷心的所在 2. 等待的港邊 3. 卡想卡夢也是你 4. 向你暗示你不知 5. 素蘭小姐要出嫁 6. 秋風女人心 7. 未完成的戀夢 8. 惜別的月台 9. 思慕你 10. 給天下無情的男性 11. 王將 12. 愛人仔的一封信                                                                           |
| 《什麼樂》                     | 愛莉亞唱片 | 1987年     | 曲目 1. 祙看破 2. 什麼樂（電影《天下一大樂》主題曲） 3. 不敢擱再愛 4. 想起彼當時 5. 一句話 6. 請你想看覓 7. 心愛你敢知 8. 阮真思念你 9. 探獄情怨 10. 爸爸緊返來 11. 沒講無人知 12. 流浪之歌                                                                             |
| 《酒落喉—酒醉的滋味》          | 愛莉亞唱片 | 1987年     | 曲目 1. 酒落喉 2. 酒醉的滋味 3. 錢甲利 4. 年紀若到人會老 5. 心愛的歹勢 6. 什麼叫做愛 7. 港邊惜別 8. 忘郎早歸 9. 秋風女人心 10. 夢中的愛人 11. 快樂的出帆 12. 月娘半屏圓                                                                                                 |
| 《船過水無痕—醉袂停》          | 愛莉亞唱片 | 1988年     | 曲目 1. 船過水無痕 2. 醉袂停 3. 無奈何 4. 心愛已經嫁別人 5. 秋怨 6. 星星知我心 7. 水蓮花 8. 思念故鄉 9. 長崎蝴蝶姑娘 10. 鑼聲若響 11. 等你三年外 12. 酒女的哀怨 |
| 《悲情的運命—酒矸仔伴—甭擱憨》 | 愛莉亞唱片 | 1989年     | 曲目 1. 悲情的運命 2. 酒矸仔伴 3. 甭擱憨 4. 春花望露 5. 博多夜船 6. 戀歌 7. 一人行一路 8. 蘋果追分 9. 天清清地靈靈 10. 痴情無值錢 11. 南都夜曲 12. 相思燈 |
| 《金包銀》                     | 愛莉亞唱片 | 1989年     | 曲目 1. 金包銀 2. 委屈的探戈 3. 陣陣的腳步聲 4. 素蘭小姐要出嫁 5. 燕雙飛 6. 思慕的人 7. 廣東花 8. 野玫瑰 9. 暗淡的月 10. 可憐戀花再會吧 11. 秋風夜雨 12. 星夜的離別 |
| 《爛田準路》                   | 愛莉亞唱片 | 1990年     | 曲目 1. 爛田準路 2. 心悲哀 3. 目一下開 4. 相思暝 5. 感情線 6. 可愛的馬 7. 多情玫瑰 8. 秋風亭 9. 內山姑娘要出嫁 10. 流浪天涯伴吉他 11. 桃花鄉 12. 放浪人生 |
| 《一步一腳印》                 | 歌林唱片   | 1994年     | 曲目 1. 一步一腳印 2. 新都市戀情 3. 無情的夢留乎無情的人 4. 三暝三日寫三字 5. 西樓嘆 6. 除非溪水顛倒流 7. 心茫茫醉茫茫 8. 愛你的心 9. 再世緣 10. 分離的感受 |
| 《世間》                       | 歌林唱片   | 1995年     | 曲目 1. 世間 2. 欺騙的倫巴 3. 菜瓜旋藤 4. 悲情探戈 5. 舊情新愛 6. 今夜你甘會來 7. 風中的等待 8. 今夜的燒酒 9. 寂寞的暗暝 10. 鴛鴦夢 |
| 《算命》                       | 滾石唱片   | 1996年3月  | 曲目 1. 今夜放心醉 2. 算命 3. 進退兩難 4. 愛人在天涯 5. 酒戒不好 6. 心碎 7. 你講我的世界是你流浪的所在 8. 生命中的舞伴 9. 樓窗夢 10. 讓路乎我過 11. 閒仔話 12. 玫瑰情(& 林大海)                                                                                         |
| 《拼輸贏》                     | 滾石唱片   | 1997年5月  | 曲目 1. 拼輸贏 2. 香(禱念版) 3. 紅包歌星 4. 飄泊的風度 5. 秋風亭 6. 半燒冷 7. 粉紅色的腰帶 8. 春花夢露 9. 你著忍耐 10. 香(傳頌版) 11. 拼輸贏(卡拉) 12. 香(卡拉) |
| 《生活影印機》                 | 滾石唱片   | 1998年4月  | 曲目 1. 生活影印機 2. 你按怎對待我 3. 情戲 4. 前世今生 5. 日頭赤燄燄 6. 心內事無人知 7. 啥人知影 8. 心愛的無情人 9. 醉甲不知人 10. 乾杯 11. 機會 12. 無滋味的滋味 |
| 《花落土時》                   | 東聲音樂   | 2002年4月  | 曲目 1. 花落土時 2. 越頭看 3. 飽擱醉 4. 醉歸晚 5. 我的愛 6. 不敢央望你愛阮多少 7. 愛甲這硬斗 8. 切切卡快活 9. 青春的憨夢 10. 愛是誰人的 11. 花落土時(流行版) 12. 越頭看(卡拉)                                                                                           |
| 《爽到你艱苦到我》             | 東聲音樂   | 2003年3月  | 曲目 1. 爽到你艱苦到我 2. 可恨的愛人 3. 用心乾杯 4. 飄浪的愛情 5. 聽人在風聲 6. 愛著你煞傷著我 7. 愛乎人想袂曉 8. 愛情的酒話 9. 面紅紅 10. 你醉我無茫 |
| 《醉英雄》                     | 東聲音樂   | 2003年11月 | 曲目 1. 醉英雄 2. 愛人仔 3. 超級賣 4. 請你聽我講 5. 雨水我問你 6. 鴛鴦被 7. 捶心肝 8. 情路不倘行 9. 不應該的愛 10. 愛的手巾仔 |
| 《笑紅塵》                     | 東聲音樂   | 2004年12月 | 曲目 1. 醉英雄 2. 愛人仔 3. 超級賣 4. 請你聽我講 5. 雨水我問你 6. 鴛鴦被 7. 捶心肝 8. 情路不倘行 9. 不應該的愛 10. 愛的手巾仔 |
| 《紅色的玫瑰（新歌+精選）》    | 東聲音樂   | 2005年8月  | 曲目 1. 紅色的玫瑰 2. 是你乎我痛 3. 思思念念攏是你 4. 哪會愛著你 5. 夢中人 6. 醉英雄 7. 請你聽我講 8. 爽到你艱苦到我 9. 用心乾杯 10. 花落土時 11. 雨水我問你 12. 可恨的愛人 13. 愛人仔 14. 飄浪的愛情 15. 越頭看 16. 超級賣 17. 面紅紅 18. 我的愛 19. 醉歸晚 20. 飽擱醉 |
| 《粉紅色腰帶》                 | 華特唱片   | 2005年8月  | 曲目 1. 粉紅色的腰帶 2. 風流 3. 阮的命 4. 你有夠狠 5. 救命 6. 走味的歌 7. 天塊流目屎 8. 傷心俱樂部 9. 叫我擱原諒你一擺 10. 移山倒海 |
| 《誰人了解我》                 | 華特唱片   | 2006年5月  | 曲目 1. 誰人了解我 2. 冷冷的相思 3. 無情的人 4. 今夜猶原想著你 5. 秋風情淚 6. 甘願孤單 7. 胭脂花 8. 女人酒 9. 想開就好 10. 一生為著你 |
| 《女人啊女人》                 | 華特唱片   | 2007年7月  | 曲目 1. 籤詩 2. 女人啊女人 3. 爽快永遠攏是伊 4. 無醉分袂開 5. 夢醒攏是空 6. 燒酒了解阮心情 7. 悲情的戀歌 8. 玫瑰酒 9. 只有愛你 10. 茫茫相思夢 |
| 《一段情》                     | 豪記唱片   | 2008年7月  | 曲目 1. 家 2. 一段情 3. 甭擱想彼多 4. 遺憾(& 蔡小虎) 5. 真心才有好結果 6. 歌中情 7. 情歌唱給自己聽 8. 走找阮愛人 9. 看破 10. 離開 |
| 《一切攏是空》                 | 豪記唱片   | 2009年12月 | 曲目 1. 惜福(《天下父母心》三立台灣台片頭曲) 2. 一切攏是空（台視八點檔《嘉慶君遊台灣》片頭曲） 3. 渡冷月 4. 幸福的人(& 李明洋) 5. 花開自然美 6. 今夜又擱為你醉 7. 心嘸甘 8. 日夜心疼 9. 甭囉唆 10. 姑娘水噹噹                                                           |
| 《一口飯》                     | 豪記唱片   | 2011年1月  | 曲目 1. 一口飯 2. 傷心再會 3. 恩愛(& 蔡小虎) 4. 江湖 5. 移情別戀 6. 人生的路 7. 燒酒滲咖啡 8. 憨什麼 9. 我愛的彼個人 10. 悲情的戀夢 |
| 《問韓信》                     | 豪記唱片   | 2011年12月 | 曲目 1. 問韓信 2. 相信我(& 翁立友) 3. 相思情(& 陳隨意) 4. 終點站(& 吳俊宏) 5. 野玫瑰 6. 為何袂覺醒 7. 愛到最後無撇步 8. 瘋狗湧 9. 真相 10. 心中愁 |
| 《離別海岸》                   | 豪記唱片   | 2012年2月  | 曲目 1. 離別海岸(新歌) 2. 一口飯 3. 一切攏是空 4. 一段情 5. 傷心再會 6. 惜福 7. 恩愛(& 蔡小虎) 8. 家 9. 幸福的人(& 李明洋) 10. 江湖 11. 渡冷月 12. 遺憾(& 蔡小虎) 13. 甭擱想彼多 14. 心頭冷酸酸(新歌) 15. 美麗的故事(新歌) 16. 男女心(新歌)                             |
| 《醉李白》                     | 豪記唱片   | 2013年1月  | 曲目 1. 醉李白 2. 命 3. 問月 4. 千年夢 5. 新暗淡的月 6. 有量才有福 7. 思鄉的出外人 8. 情人橋 9. 認命 10. 細聲話 |
| 《快給我愛》                   | 東聲音樂   | 2014年10月 | 曲目 1. 快給我愛(國語) 2. 雨傘 3. 好膽麥走 4. 醉煙花 5. 麥擱騙啊 6. 陽關 7. 愛情一場空 8. 好所在 9. 搖搖擺擺 10. 往事別擱提起 |
| 《一寸心》                     | 華特唱片   | 2015年10月 | 曲目 1. 一寸心 2. 唉呦我的媽 3. 愛你的情歌(& 葉諾帆) 4. 相思花 5. 阿母的心 6. 人世間 7. 出租的愛情 8. 放乎去 9. 勇欲抓狂 10. 誘惑(國語) |
| 《十全十美》                   | 華特唱片   | 2016年11月 | 曲目 1. 好命 2. 愛就講出來 3. 我用歌聲感動你心肝 4. 媽媽不免驚 5. 心話 6. 身不由己(國語) 7. 半醉人生 8. 白滾水 9. 醉鴛鴦(& 袁小迪) 10. 十全十美 |
| 《走不知路》                   | 華特唱片   | 2017年11月 | 曲目 1. 故鄉的浮雲 2. 耐操的男兒 3. 走不知路 4. 放乎你飛 5. 甘心(& 葉諾帆) 6. 過期的車票 7. 彼年春天 8. 生命的靈魂 9. 自由的風 10. 只要你幸福 |
| 《離水的魚》                   | 華特唱片   | 2018年11月 | 曲目 1. 放下了後 2. 女人的情 3. 離水的魚 4. 女人的思念 5. 情緣(& 袁小迪) 6. 留我置這 7. 愛你的勇氣 8. 照過來(& 蔡義德) 9. 秋心 10. 相見不見（國語歌曲） |
| 《巷仔口》                     | 華特唱片   | 2019年10月 | 曲目 1. 今夜秋風吹呀吹 2. 巷仔口 3. 女人路 4. 絕情的火車 5. 孤單的情歌 6. 黃昏的車站 7. 守一個夢 8. 夜夜夢 9. 談天講皇帝(& 陳百潭) 10. 錢來也 |
| 《鏡中女人花》                 | 華特唱片   | 2020年10月 | 曲目 1. 阿母的雙手 2. 鏡中女人花（三立八點檔《天之驕女》片頭曲） 3. 鴛鴦蝴蝶夢(& 袁小迪)（民視八點檔《多情城市》片頭曲） 4. 假情歌 5. 月光暝 6. 寸寸相思 7. 風聲 8. 船螺是阮的心聲 9. 目箍紅紅 10. 思念有你                                                             |
| 《憐朱安》                     | 華納唱片   | 2022年12月 | 曲目 1. 憐朱安 2. 天公仔 3. 新娘衫 4. 你去了遠遠的地方 5. 愛若無心 6. 人生中咱攏是過客 7. 望郎回頭 8. 夫唱婦隨(& 李明洋) 9. 一人一款命 10. 愛情奴隸 |
| 《戲台》                       | 華納唱片   | 2024年12月 | 曲目 1. 戲台 2. 你的 3. 手巾仔 4. 那走那喝 5. 一世人 6. 無言詩 7. 冤家 8. 老伴 9. 假鬼假怪 10. 傷心解藥 |

## 電影作品
| 年份   | 片名               | 角色名       | 備註       |
| ------ | ------------------ | ------------ | ---------- |
| 1988年 | 《天下一大樂》     | 車掌小姐     | 客串       |
| 1989年 | 《悲情城市》       | 小歌女       | 客串       |
| 1992年 | 《少年吔，安啦！》 | 打麻將的客人 | 客串       |
| 1992年 | 《戲夢人生》       | 阿春         | 李天祿傳記 |
| 1993年 | 《多桑》           | 阿蘭         | 第一女主角 |

## 電視作品
| 年份   | 頻道 | 戲劇名稱 | 飾演         | 性質 |
| ------ | ---- | -------- | ------------ | ---- |
| 2002年 | 中視 | 天下無雙 | 丁大勇的媽媽 | 客串 |

## 獎項紀錄
| 年份 | 屆次         | 專輯         | 獎項             | 入圍         | 結果 |
| ---- | ------------ | ------------ | ---------------- | ------------ | ---- |
| 2019 | 第30屆金曲獎 | 《離水的魚》 | 最佳台語女歌手獎 | 《離水的魚》 | 提名 |
| 2023 | 第34屆金曲獎 | 《憐朱安》   | 最佳台語女歌手獎 | 《憐朱安》   | 提名 |
| 2023 | 第34屆金曲獎 | 《憐朱安》   | 最佳台語專輯獎   | 《憐朱安》   | 提名 |
| 2023 | 第34屆金曲獎 | 《憐朱安》   | 年度專輯獎       | 《憐朱安》   | 提名 |
| 2025 | 第36屆金曲獎 | 《戲台》     | 最佳台語女歌手獎 | 《戲台》     | 提名 |

## 外部連結
- 蔡秋鳳 個人檔案與歷年專輯 - KKBOX （页面存档备份，存于）
- 蔡秋鳳-粉絲談心坊的Facebook專頁
- 蔡秋鳳的Instagram帳戶
- YouTube上的蔡秋鳳 CARRIS TSAI頻道
- 蔡秋鳳在香港影庫上的簡介